# Tiomocznik
Tiomocznik (tiokarbamid, amid kwasu tiokarbaminowego) – organiczny związek chemiczny, będący siarkowym analogiem mocznika (zawiera atom siarki zamiast atomu tlenu).

## Otrzymywanie
Tiomocznik można otrzymać przez ogrzewanie tiocyjanianu amonu (rodanku amonu, NH4SCN):

## Zastosowanie
Stosowany w przemyśle farmaceutycznym w syntezie leków (witamina B1), do produkcji barwników, tworzyw sztucznych. W analizie chemicznej służy do wykrywania jonów bizmutu i telluru(IV). Jest antyhormonem tyroksyny.